# Binay Ranjan Sen

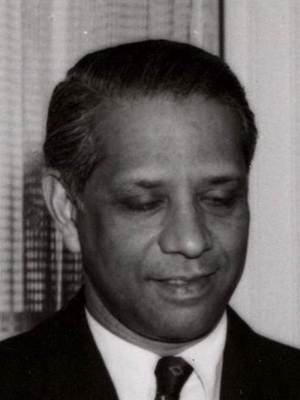
Binay Ranjan Sen

Binay Ranjan Sen (bengalisch বিনয় রঞ্জন সেন, Binaẏ Rañjan Sen; * 1. Januar 1898 in Dibrugarh, Assam; † 12. Juni 1993 in Kolkata, Westbengalen) war ein indischer Diplomat. Von 1956 bis 1967 war er Generaldirektor der Welternährungsorganisation FAO. Aufbauend auf seine Erfahrung als Regierungskommissar während der Hungersnot 1942–1943 in Bengalen setzte er vieles daran, die FAO von einer Daten sammelnden Informationsstelle zu einer entscheidenden Kraft gegen den Hunger in der Welt zu wandeln.
Er studierte an der University of Calcutta und in Oxford. In Bengalen begann er seine Karriere im Öffentlichen Dienst Indiens. Schon bald erkannte er die Bedeutung von Hunger und Unterernährung als bestimmende Themen in der modernen Welt. In vielen Funktionen widmete er seine Tätigkeit der Hungerhilfe und -bekämpfung.
Als Mitglied der ersten indischen Delegation zu den Vereinten Nationen 1947 sowie als Botschafter in den Vereinigten Staaten, Italien, Jugoslawien, Japan und Mexiko lenkte er stets die Aufmerksamkeit auf die Ernährungssituation der Welt. An einer Vielzahl von FAO-Projekten arbeitet Sen führend mit, bevor er 1956 zu ihrem Generaldirektor gewählt wurde. 1960 startete Sen die „Freedom from Hunger“-Kampagne, die 1963 zum World Food Congress in Washington, D.C. führte, einer der ersten und wichtigsten weltweiten Kongresse zu dem Thema, zu dem mehr als 100 Länder Repräsentanten entsandten.

## Ehrungen
1970 wurde ihm für seine Verdienste der Padma Vibhushan, der zweithöchste Orden Indiens, verliehen.